# Micky Dolenz
Micky Dolenz est un acteur, réalisateur, producteur, scénariste, musicien et compositeur américain né le 8 mars 1945 à Los Angeles, Californie (États-Unis). Dans les années 1960, il est le chanteur et batteur du groupe The Monkees.

## Biographie
George Michael Dolenz, Jr. est le fils de l'acteur George Dolenz (1908-1963). Il fait ses débuts à la télévision sous le nom de « Mickey Braddock » en 1956, dans la série télévisée Circus Boy dont il incarne le personnage-titre, un jeune orphelin élevé dans un cirque.
En 1965, Dolenz est choisi pour participer à la série télévisée The Monkees, qui suit les aventures d'un groupe de musique inspiré des Beatles : les Monkees. Dolenz, le plus exubérant des quatre membres du groupe, occupe le poste de batteur, bien qu'il ne sache pas jouer de cet instrument : il en apprend les rudiments par la suite, lorsque le groupe part en tournée. Dolenz possède la voix la plus distinctive des quatre, et c'est lui qui chante quelques-uns de leurs plus gros succès, comme Last Train to Clarksville ou I'm a Believer.
La série télévisée s'arrête en 1968 après deux saisons et cinquante-huit épisodes, mais le groupe poursuit sa carrière musicale avant de se séparer en 1971. Par la suite, Dolenz poursuit une carrière d'acteur et de doubleur de dessins animés. Depuis les années 1980, il a participé à plusieurs réunions du groupe.

## Filmographie

### comme acteur

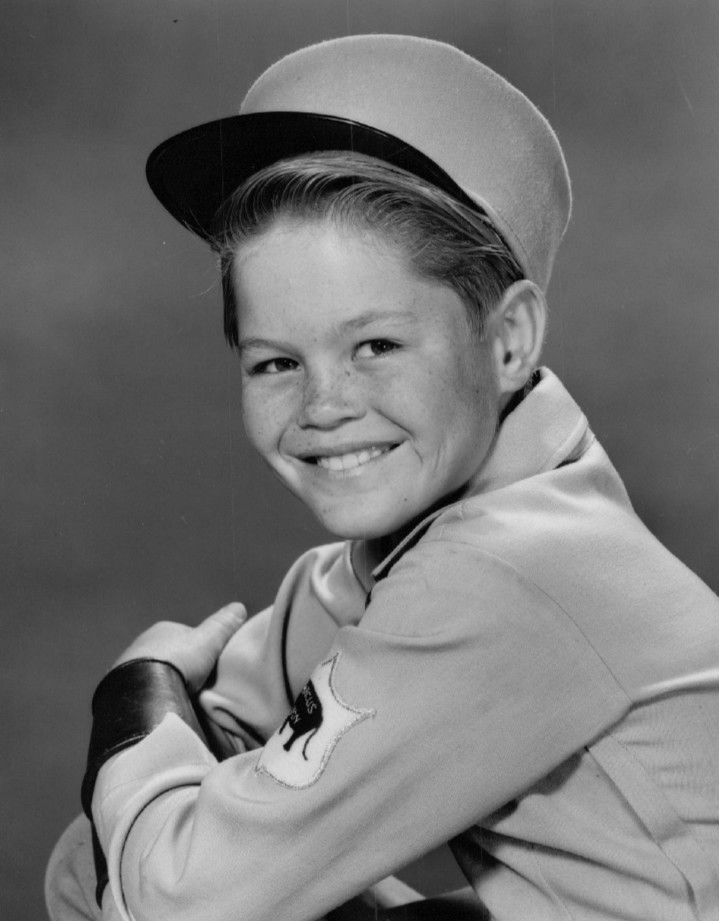
Dolenz en 1958, dans son rôle de « Corky » pour la série Circus Boy.

- 1956-1957 : Circus Boy (série télévisée) : Corky
- 1966-1968 : The Monkees : Micky
- 1967 : Good Times : Jungle Gino
- 1968 : Head : Micky
- 1971 : Keep Off My Grass!
- 1971 : Funky Phantom (série télévisée) : Skip (voix)
- 1973 : Butch Cassidy and the Sundance Kids (série télévisée) : Harvey (voix)
- 1974 : Devlin (série télévisée) : Tod Devlin (voix)
- 1974 : These Are the Days (série télévisée) (voix)
- 1975 : Keep Off! Keep Off!
- 1975 : Linda Lovelace for President : Lt. Fenwick
- 1975 : Night of the Strangler : Vance
- 1977 : The Skatebirds (série télévisée) : Willie Sheeler (voix)
- 1993 : Deadfall : Bart
- 1997 : Un nouveau départ pour la Coccinelle (The Love Bug) (TV) : Donny Shotz
- 1998 : The Secret Files of the SpyDogs (série télévisée) : Ralph / Scribble (voix)
- 1999 : Invisible Mom II (vidéo) : Bernard
- 2011 : Mega Python Vs Gatoroïd : Lui-même

### comme réalisateur
- 1980 : Metal Mickey (série télévisée)
- 1981 : Gateway to the South
- 1983 : Television Parts (série télévisée)
- 1983 : No Problem! (série télévisée)
- 1983 : Luna (série télévisée)
- 1986 : Murphy's Mob (série télévisée)
- 1990 : Aladdin (TV)
- 1993 : Incorrigible Cory (série télévisée)
- 1996 : Pacific Blue (série télévisée)
- 1997 : Hey, Hey, It's the Monkees (TV)
- 2001 : Malpractice

### comme producteur
- 1980 : Metal Mickey (série télévisée)
- 1983 : No Problem! (série télévisée)
- 1983 : Luna (série télévisée)

### comme scénariste
- 1968 : Head